# Вебб (округ, Техас)
Шаблон:StateAbbr_ 27°46′ пн. ш. 99°20′ зх. д. / 27.77° пн. ш. 99.33° зх. д.
Округ Вебб (англ. Webb County) — округ (графство) у штаті Техас, США. Ідентифікатор округу 48479.

## Історія
Округ утворений 1848 року.

## Демографія
За даними перепису 2000 року загальне населення округу становило 193117 осіб, зокрема міського населення було 184687, а сільського — 8430. Серед мешканців округу чоловіків було 93015, а жінок — 100102. В окрузі було 50740 домогосподарств, 43436 родин, які мешкали в 55206 будинках. Середній розмір родини становив 4,1.
Віковий розподіл населення поданий у таблиці:
| Стать    | До 15 років | 15-21 | 22-29 | 30-39 | 40-49 | 50-65 | 65-85 | Понад 85 |
| -------- | ----------- | ----- | ----- | ----- | ----- | ----- | ----- | -------- |
| Чоловіки | 30024       | 11815 | 11991 | 13500 | 10621 | 9227  | 5340  | 497      |
| Жінки    | 29261       | 11791 | 12971 | 14834 | 11675 | 10751 | 7713  | 1106     |

## Суміжні округи
- Дімміт — північ
- Ла-Салл — північ
- Макмаллен — північний схід
- Дювал — схід
- Джим-Гогг — південний схід
- Сапата — південь
- Municipality of Nuevo Laredo[en], Тамауліпас, Мексика — південний захід
- Nueva Ciudad Guerrero[en], Мексика — південний захід
- Guerrero Municipality, Coahuila[en], Мексика — захід
- Hidalgo, Coahuila[en], Мексика — захід
- Anáhuac, Nuevo León[en], Мексика — захід
- Маверік — північний захід

## Виноски
1. ↑  U.S. Decennial Census. United States Census Bureau. Архів оригіналу за 26 квітня 2015. Процитовано 12 травня 2015.
2. ↑  Texas Almanac: Population History of Counties from 1850–2010 (PDF). Texas Almanac. Архів (PDF) оригіналу за 26 лютого 2015. Процитовано 12 травня 2015.
3. ↑  State & County QuickFacts. United States Census Bureau. Архів оригіналу за 6 червня 2011. Процитовано 29 грудня 2013.(англ.) Наведено за англійською вікіпедією.
4. ↑  QuickFacts. Webb County, Texas. United States Census Bureau. Архів оригіналу за 16 грудня 2018. Процитовано 16 грудня 2018.
5. ↑  American FactFinder. Бюро перепису населення США. Архів оригіналу за 26 лютого 2012. Процитовано 31 січня 2008.

| США | Це незавершена стаття з географії США. Ви можете допомогти проєкту, виправивши або дописавши її. |